# Микола (принц Греції та Данії)
Микола, принц Греції і Данії (грец. Πρίγκιπας Νικόλαος της Ελλάδας, 22 лютого 1872, Афіни — 8 лютого 1938, Афіни) — третій син та четверта дитина подружжя короля Греції з династії Глюксбургів Георга I та Ольги Костянтинівни.